# Nogometni Klub Belvedur Izola 1992-1993
Questa voce raccoglie le informazioni riguardanti il NK Belvedur Izola nelle competizioni ufficiali della stagione 1992-1993.

## Stagione
L'Izola, reduce dal terzo posto nella stagione precedente, in questa stagione lottò per la salvezza, chiudendo al tredicesimo posto con soli due punti di margine sulla zona retrocessione. In Coppa UEFA fu subito eliminato dai portoghesi del Benfica con un umiliante punteggio complessivo di 8-0. In Coppa di Slovenia fu eliminato al primo turno.

## Rosa
| N. |                     | Ruolo | Calciatore        |
| -- | ------------------- | ----- | ----------------- |
|    | Croazia (bandiera)  |       | Slaven Čuček      |
|    | Slovenia (bandiera) |       | Danijel Gregorič  |
|    | Slovenia (bandiera) |       | Novica Nikčevič   |
|    | Slovenia (bandiera) |       | Suharez Kraja     |
|    | Slovenia (bandiera) |       | Marjan Čendak     |
|    | Slovenia (bandiera) |       | Peter Tosič       |
|    | Slovenia (bandiera) |       | Davor Perkat      |
|    | Slovenia (bandiera) |       | Miroslav Stampfer |
|    | Slovenia (bandiera) |       | Damir Ban         |
|    | Slovenia (bandiera) |       | Dragan Talajić    |
|    | Slovenia (bandiera) |       | Aljoša Čotar      |
|    | Slovenia (bandiera) |       | Amir Ružnič       |
|    | Slovenia (bandiera) |       | Samo Zupanc       |

| N. |                     | Ruolo | Calciatore         |
| -- | ------------------- | ----- | ------------------ |
|    | Slovenia (bandiera) |       | Andrej Bizjak      |
|    | Slovenia (bandiera) |       | Igor Zobec         |
|    | Croazia (bandiera)  |       | Božidar Čačić      |
|    | Slovenia (bandiera) |       | Milenko Bojanič    |
|    | Slovenia (bandiera) |       | Virginijo Velkoski |
|    | Slovenia (bandiera) |       | Daniel Radešić     |
|    | Slovenia (bandiera) |       | Stanko Horvat      |
|    | Slovenia (bandiera) |       | Marko Škropeta     |
|    | Slovenia (bandiera) |       | Damjan Jerman      |
|    | Slovenia (bandiera) |       | Iztok Starc        |
|    | Slovenia (bandiera) |       | Moreno Škerjanc    |
|    | Slovenia (bandiera) |       | Damjan Tonejc      |
|    | Slovenia (bandiera) |       | Mladen Rudonja     |

## Risultati

### 1.SNL

#### Girone di andata
| Isola d'Istria 16 agosto 1992, ore 16:30 CET 1ª giornata | Izola | 3 – 3 referto | Steklar |  |

| 23 agosto 1992, ore 16:30 CET 2ª giornata | Mura | 0 – 0 referto | Izola |  |

| Isola d'Istria 30 agosto 1992, ore 16:30 CET 3ª giornata | Izola | 0 – 1 referto | Rudar Velenje |  |

| Lubiana 6 settembre 1992, ore 16:30 CET 4ª giornata | Slovan Lubiana | 0 – 1 referto | Izola |  |

| Isola d'Istria 12 settembre 1992, ore 16:30 CET 5ª giornata | Izola | 1 – 1 referto | NK Lubiana |  |

| Capodistria 20 settembre 1992, ore 16:00 CET 6ª giornata | Koper | 0 – 0 referto | Izola |  |

| Isola d'Istria 26 settembre 1992, ore 16:00 CET 7ª giornata | Izola | 0 – 1 referto | Maribor |  |

| Nova Gorica 4 ottobre 1992, ore 15:00 CET 8ª giornata | Gorica | 1 – 0 referto | Izola |  |

| Isola d'Istria 7 ottobre 1992, ore 15:00 CET 9ª giornata | Izola | 3 – 3 referto | Beltinci |  |

| Novo Mesto 11 ottobre 1992, ore 15:00 CET 10ª giornata | Studio D | 2 – 1 referto | Izola |  |

| Isola d'Istria 18 ottobre 1992, ore 15:00 CET 11ª giornata | Izola | 1 – 2 referto | Olimpia Lubiana |  |

| 25 ottobre 1992, ore 11:00 CET 12ª giornata | Svoboda | 2 – 0 referto | Izola |  |

| Isola d'Istria 31 ottobre 1992, ore 14:00 CET 13ª giornata | Izola | 2 – 0 referto | Nafta |  |

| Isola d'Istria 8 novembre 1992, ore 13:30 CET 14ª giornata | Izola | 2 – 0 referto | Publikum Celje |  |

| 14 novembre 1992, ore 13:30 CET 15ª giornata | Naklo | 3 – 1 referto | Izola |  |

| Isola d'Istria 22 novembre 1992, ore 13:30 CET 16ª giornata | Izola | 2 – 0 referto | Zagorje |  |

| 29 novembre 1992, ore 13:30 CET 17ª giornata | Železničar Maribor | 3 – 1 referto | Izola |  |

#### Girone di ritorno
| 7 marzo 1993, ore 15:00 CET 18ª giornata | Steklar | 3 – 2 referto | Izola |  |

| Isola d'Istria 14 marzo 1993, ore 15:00 CET 19ª giornata | Izola | 2 – 1 referto | Mura |  |

| 21 marzo 1993, ore 15:00 CET 20ª giornata | Rudar Velenje | 1 – 1 referto | Izola |  |

| Isola d'Istria 28 marzo 1993, ore 15:00 CET 21ª giornata | Izola | 2 – 0 referto | Slovan Lubiana |  |

| 3 aprile 1993, ore 16:30 CET 22ª giornata | NK Lubiana | 1 – 1 referto | Izola |  |

| Isola d'Istria 10 aprile 1993, ore 16:30 CET 23ª giornata | Izola | 1 – 3 referto | Koper |  |

| 14 aprile 1993, ore 16:30 CET 24ª giornata | Maribor | 2 – 0 referto | Izola |  |

| Isola d'Istria 18 aprile 1993, ore 16:30 CET 25ª giornata | Izola | 1 – 1 referto | Gorica |  |

| 25 aprile 1993, ore 16:30 CET 26ª giornata | Beltinci | 5 – 2 referto | Izola |  |

| Isola d'Istria 2 maggio 1993, ore 16:30 CET 27ª giornata | Izola | 1 – 0 referto | Krka |  |

| Lubiana 9 maggio 1993, ore 16:30 CET 28ª giornata | Olimpia Lubiana | 2 – 0 referto | Izola |  |

| Isola d'Istria 16 maggio 1993, ore 16:30 CET 29ª giornata | Izola | 2 – 2 referto | Svoboda |  |

| 23 maggio 1993, ore 16:30 CET 30ª giornata | Nafta | 0 – 4 referto | Izola |  |

| 26 maggio 1993, ore 16:30 CET 31ª giornata | Publikum Celje | 0 – 0 referto | Izola |  |

| Isola d'Istria 30 maggio 1993, ore 16:30 CET 32ª giornata | Izola | 3 – 0 referto | Naklo |  |

| 6 giugno 1993, ore 16:30 CET 33ª giornata | Zagorje | 2 – 1 referto | Izola |  |

| Isola d'Istria 9 giugno 1993, ore 17:30 CET 34ª giornata | Izola | 4 – 1 referto | Železničar Maribor |  |

### Coppa UEFA
| Lisbona 16 settembre 1992 Trentaduesimi di finale - andata | Benfica | 3 – 0 referto | Izola |  |

| Isola d'Istria 29 settembre 1992 Trentaduesimi di finale - ritorno | Izola | 0 – 5 referto | Benfica |  |